# Jarrahdahle-Bauxitmine
Die Jarrahdahle-Bauxitmine wurde 1963 eröffnet und war der erste industrielle Bauxitbergbau in Australien. Nach 35 Jahren Abbau wurde sie 1998 geschlossen, damit wurde ein frühes Geschichtskapitel der australischen Großindustrie geschlossen.

## Geschichte
Bauxit wurde in der Darling Range in Western Australia in den frühen 1940er Jahren gefunden. Das 1957 gegründete australische Bergbauunternehmen Western Australian Mining Corporation erkundete diese Lagerstätte und 1963 begann Alcoa mit dem Bergwerksbetrieb.
Das abgebaute Bauxiterz wurde mit der Eisenbahn zur Schmelzflusselektrolyse-Anlage nach Kwinawa transportiert, wo es zu Aluminium weiterverarbeitet wurde.  
Das Erz aus diesem Bergwerk hatte einen ausreichenden Bauxitgehalt. Es wurden 160 Millionen Tonnen Erz gefördert. 
Nach der Beendigung des Bergwerkbetriebs dauerte der Abbau der Anlagen und die Rekultivierung des Geländes weitere drei Jahre bis ins Jahr 2001. Heute ist das ehemalige Minengelände ein Park an der Nettleton Road in Jarrahdahle, der Longford Park genannt wird.